# Matic Ivačič
Matic Ivačič, slovenski spidvejist, * 3. september 1993, Brežice. 
Matic je slovenski spidvejski (Speedway) reprezentant in član Lendave ter Rzezowa na Poljskem. Je aktualni državni prvak Slovenije. 

## Uspehi
Kariero je začel v klubu AMD Krško. Potem je nastopal še na Danskem, Poljskem ter Švedskem. Skupaj za sedaj že 12 klubov. Med letoma 2020 in 2023 je osvojil štiri naslove državnega prvaka. 